# شواهد تجربی
شواهد تجربی (به انگلیسی: Empirical Evidence) منبعی است که از طریق مشاهده و آزمایش بدست می‌آید. این شواهد اطلاعاتی هستند که توانایی توجیه یا رد یک ادعا را دارند.
در منطق تجربه‌گرایی کسی می‌تواند ادعای داشتن دانش داشته باشد که باورهای او دلایل منطقی و تجربی داشته باشد.